# Sausalitos

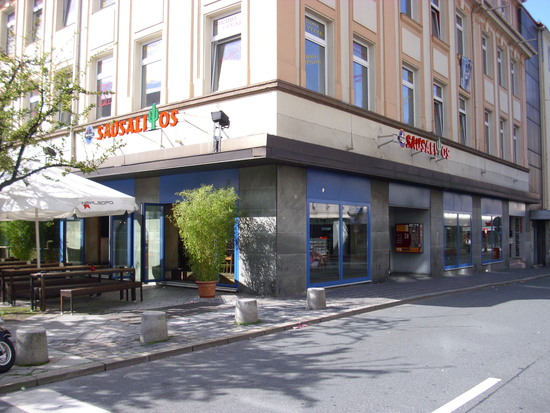
Het Sausalitos-filiaal aan de Färberstrasse in Neurenberg (2010)

Sausalitos is een Duitse bar restaurantketen die gerechten en dranken aanbiedt uit de Californisch - Mexicaanse keuken (Cal-Mex).
Sausalitos is opgericht door het echtpaar Gunilla en Thomas Hirschberger. De naam Sausalitos verwijst zogenaamd naar de plaats Sausalito in de Amerikaanse staat Californië. Het eerste restaurant opende in 1994 in Ingolstadt.  In 2014 verkochten de oprichters het bedrijf aan de financiële investeerder Groupe Bruxelles Lambert.
Begin 2017 waren er 37 restaurants in Duitsland, twee jaar later waren dat er 43. De keten wil verder uitbreiden, vooral in steden met meer dan 100.000 inwoners.   In 2019 had de keten een omzet van €61,7 miljoen met 44 restaurants. In 2019 gaf Sausalitos aan het aantal eigen restaurants te willen verdubbelen, waarbij de focus ligt op middelgrote steden vanaf ca. 100.000 inwoners. Daarnaast wil men expenderen in het buitenland. De eerste buitenlandse restaurants zijn in het Oostenrijkse Salzburg en Innsbruck, maar er zijn ook plannen voor vestigingen in de Verenigde Staten.  Op 29 oktober 2020 opende een nieuw barconcept, de Sausabar in Keulen. Naast drank en cocktails wordt hier fingerfood geserveerd.
De Sausalitos-vestigingen bestaan doorgaans uit vier gebieden: een bar, een bistro, een restaurant en een terras of biertuin. De visuele uitstraling wordt gekenmerkt door de zogenaamde "Santa Fe-stijl". Regelmatige feesten maken deel uit van het concept. De menukaart bestaat onder meer uit burrito's, fajita's of quesadilla's, maar ook diverse hamburgers en seizoensgerechten. Als het om drankjes gaat, ligt de focus op cocktails.
Op 19 maart 2025 werd bekend dat de restaurantketen het faillissement had aangevraagd voor de 40 door het bedrijf zelf geëxploiteerde restaurants als gevolg van de Corona-pandemie en de zwakke Duitse economie.